# Bódi Sándor
Bódi Sándor festőként Bódi Sándor Károly (Szatmár, 1925. december 25. – Debrecen, 2022. október 28.) romániai magyar fizikus és amatőr festő.

## Életútja
Elemi és középiskolai tanulmányait Szatmáron végezte, a háborúból hazakerülve egyetemi tanulmányokat folytatott. 1952-ben tanári diplomát szerzett a Bolyai Tudományegyetem matematika-fizika szakán. Az egyetem keretében kezdte pályáját, 1972-től egyetemi tanár a Babeș–Bolyai Tudományegyetem elektronika tanszékén. A fizikai tudományok doktora.
A kísérleti fizika terén az elektroncsövek jelleggörbéivel, az elektronspin-rezonanciával, dielektrikumok és félvezetők fizikájával foglalkozott, hazai és külföldi szakfolyóiratokban közölt tudományos dolgozataival nemzetközi elismerést váltott ki. Népszerűsítő cikkeit a Matematikai és Fizikai Lapok s A Hét közölte. Több egyetemi jegyzet szerzője és társszerzője. 1986-tól a debreceni Kossuth Lajos Tudományegyetemen a Kísérleti Fizikai Tanszékén dolgozott. 1974-től 1978-ig Kinshasában a Zaire-i Nemzeti Egyetem politechnikai fakultásán adott elő. Finnországban is járt tanulmányúton. A Fizikai kislexikon (Kriterion Kézikönyvek, 1976) társszerzője. Elektromosságtan és elektronika c. egyetemi jegyzetét 1987, 1988 és 1989-ben is közreadta a KLTE.
Az 1980-as években vonult nyugdíjba, de a Kísérleti Fizikai Tanszék munkáját továbbra is segítette, s mellette lett ideje ismét a művészettel is foglalkozni: akvarelleket festett, munkáit 1999-ben, majd 2002-ben állították ki a rétsági Művelődési Központban testvérének, Bódi István Tibor orvosnak néprajzi gyűjteményével és fafaragásaival együtt. A festészet már fiatal korában is vonzotta, de családja és maga is tartott attól, hogy abból nem lehet megélni, így csak nyugdíjas korában tért vissza e kedves foglalatosságához.

## Külső hivatkozások
- Kísérleti Fizikai Tanszék, Debreceni Egyetem
- Bódi Sándor Károly kiállítása a rétsági Művelődési Központban